# Ceroplesis bicincta
Ceroplesis bicincta är en skalbaggsart som först beskrevs av Fabricius 1798.  Ceroplesis bicincta ingår i släktet Ceroplesis och familjen långhorningar.
Artens utbredningsområde är Angola. Inga underarter finns listade i Catalogue of Life.